# Ulica Akademika Korolëva
Ulica Akademika Korolëva (in russo: Улица Академика Королёва) è una stazione della monorotaia di Mosca. Inaugurata nel 2004, la stazione è situata nel quartiere di Ostankino, nel distretto nord orientale della capitale russa.